# Southern Glazer's Wine and Spirits
Southern Glazer's Wine and Spirits, LLC er en amerikansk distributør af vin og spiritus i 45 delstater i USA. De distribuerer over 7.000 brands, til en værdi af 21 mia. $, hvoraf 45 % er vin og 55 % er spiritus.
Southern Wine and Spirits blev etableret i 1968 i Florida af Jay W. Weiss, Harvey R Chaplin og Howard Preuss i Miami.